# Ardea bennuides
La garza de Bennu (Ardea bennuides) es una especie extinta de ave pelecaniforme de la familia Ardeidae que habitó en los actuales Emiratos Árabes Unidos. Se cree que fue la inspiración para el Bennu de la mitología egipcia, de ahí su nombre científico.

## Características
Ardea bennuides solamente es conocido por de un fragmento de tibiotarso hallado en el sitio arqueológico de Umm al-Nar en el golfo Pérsico (Emiratos Árabes Unidos) y descrito formalmente por el geólogo danés Ella Hoch. Los restos datan de 3500 a. C. Hoch solo da un breve descripción, sin mencionar el tamaño del hueso ni la ubicación exacta de donde fue encontrado, sin embargo no se puede considerar un nomen nudum, ya que ha sido publicada una foto del hueso. 
Ardea bennuides fue mayor que Ardea goliath, la mayor garza viviente.